# Soyini Fraser
Soyini Asanti Fraser (sinh năm 1990) là người dẫn chương trình truyền hình người Guyana, đồng thời là một vũ công, người mẫu và chủ nhân cuộc thi sắc đẹp, người đã chiến thắng cuộc thi Hoa hậu Guyana 2016 và đại diện cho Guyana tại cuộc thi Hoa hậu Hoàn vũ 2016.

## Cuộc sống cá nhân
Fraser coi mình là một cá nhân độc lập, không sợ hãi và từ bi. Cô là thành viên công ty cao cấp tại The Classique Dance Company. Cô cũng là một trong những vũ công khiêu vũ du lịch của Guyana.

## Cuộc thi sắc đẹp

### Hoa hậu Trái đất 2010
Vào ngày 4 tháng 12 năm 2010, Soyini đại diện cho Guyana tham dự cuộc thi Hoa hậu Trái đất 2010 tại Việt Nam.

### Hoa hậu Guyana Thế giới 2011
Fraser đã thi đấu tại cuộc thi Miss Guyana World 2011 và xếp vị trí á quân.

### Hoa hậu công chúa thế giới 2011
Soyini thi đấu cuộc thi này tại Cộng hòa Séc và đứng trong Top 9.

### Hoa hậu LHQ 2012
Năm 2012, Fraser đã thi đấu tại Miami, Florida, cho cuộc thi Hoa hậu Liên Hợp Quốc 2012 và giành chiến thắng. Đây là danh hiệu quốc tế đầu tiên của cô.

### Hoa hậu Jamzone Guyana 2014
Soyini là Nữ hoàng sắc đẹp người Guyana giành giải Hoa hậu Jamzone Guyana 2014 của Guyana.

### Hoa hậu Jamzone quốc tế 2014
Soyini đã giành được chiến thắng tại Miss Jamzone International 2014 vào ngày 15 tháng 8 năm 2014, tại Georgetown, Guyana.

### Miss Grand Guyana 2015 & Miss Grand International 2015
Soyini đã đăng quang Miss Grand Guyana 2015 và điều này giúp cô đủ điều kiện dự thi tại Miss Grand International 2015 vào ngày 25 tháng 10 năm 2015, tại Thái Lan. Đêm đăng quang lớn được tổ chức tại một sân vận động trong nhà - Huamark ở Bangkok. Cô không lọt vào Top 20 trong đêm đăng quang lớn.

### Hoa hậu Guyana 2016
Soyini cũng đã giành được chiến thắng tại Miss Guyana 2016 vào ngày 17 tháng 9 năm 2016 và đại diện cho Guyana tại cuộc thi Hoa hậu Hoàn vũ 2016 nhưng không được xếp hạng.

### Các cuộc thi khác
Năm 2012, Fraser đã tham gia cuộc thi Tìm kiếm người mẫu hàng đầu Guyana và xếp vị trí á quân.

## liên kết ngoài
- Missuniverseguyana.org Lưu trữ ngày 10 tháng 3 năm 2018 tại Wayback Machine